# Fair-play (film)
Fair-play este un film românesc din 1977 regizat de Alexandru Danciu Satmari. Rolurile principale au fost interpretate de actorii Colea Răutu, Dem Rădulescu, Ștefan Bănică.

## Distribuție
Distribuția filmului este alcătuită din:
- Cristian Țopescu — comentator
- Bogdan Petrescu — Bogdan
- Dinu Marian — Sandu Pohoață
- Sandina Stan — soția lui Andrei
- Ernest Maftei — intendentul
- Tudorel Popa — Andrei Rotaru
- Grigore Onuș — Fănel
- Ion Istrătescu — Horică
- Ștefan Bănică — Plătică
- Dem Rădulescu — Fanache
- Cătălin Crăciunescu — Nelu
- Colea Răutu — Petre Manea